# Scuola europea di Varese
La Scuola europea di Varese, fondata nel 1960, è  una delle 14 scuole europee esistenti nell'Unione europea, l'unica in Italia. Si trova a Varese, nel quartiere Montello. Concepita per l'educazione dei figli dei dipendenti del Centro comune di ricerca di Ispra, nel limite dei posti disponibili, accetta anche studenti "esterni".
Rispetto alle consorelle di Bruxelles e Lussemburgo, la Scuola europea di Varese ha una taglia media e ospita circa di 1 350 studenti di 47 nazionalità diverse. È articolata in cinque sezioni linguistiche (italiana, inglese, francese, tedesca e olandese) e offre l'insegnamento della lingua materna di tutti i paesi membri dell'Unione europea. 
La struttura è divisa in tre sezioni distinte: la scuola materna, la scuola primaria e la scuola secondaria. 

## Struttura
La scuola materna ospita i bambini dai 4 ai 5 anni, per un ciclo di studi che dura generalmente due anni, mentre la scuola elementare ospita i bambini dai 6 ai 10 anni, per un ciclo di studi che dura cinque anni. Le due sezioni sono ospitate in due edifici distinti, dotati di palestra e giardino.
Facendo riferimento al sistema italiano, la scuola secondaria comprende sia le medie, con un ciclo di studi di tre anni, sia le scuole superiori, con due bienni. Il primo biennio (ciclo di pre-orientamento) termina con una serie di esami armonizzati, mentre il secondo ciclo (ciclo di orientamento) termina con una serie di esami armonizzati uguali in tutte le scuole europee che sanciscono l'ottenimento della licenza liceale europea, comunemente denominata BAC o "baccalaureato europeo". La Scuola europea di Varese è l'unica scuola sul territorio italiano abilitata a rilasciare tale diploma.
Le classi della scuola secondaria sono ospitate negli edifici "Erasmus" e "Da Vinci", dove si trovano anche i servizi (aula magna, mensa, infermeria, biblioteca, aule studio, laboratori). Accanto si trovano le palestre, una pista di atletica di 200 m e due campi di gioco per calcio e pallacanestro.
La scuola è ubicata in un campus di 40 000 m², al cui ingresso si trova una villa liberty, sede della direzione e dell'amministrazione della scuola.

## Programma di studio
Al di fuori della lingua materna, la scuola europea prevede lo studio di almeno due lingue straniere. La prima viene insegnata fin dal primo anno di scuola primaria e dalla terza secondaria diviene lingua d'insegnamento della storia e geografia (scienze umane). La seconda lingua straniera (a scelta fra le lingue ufficiali dell'Unione europea) viene insegnata a partire dal secondo anno di scuola secondaria. È possibile inoltre lo studio di una terza lingua straniera (a scelta fra le lingue ufficiali dell'Unione europea) a partire dal primo anno di liceo. Il latino può essere studiato dalla terza classe secondaria in avanti.
Oltre alla lingua materna, a due lingue straniere e alla matematica, fra le materie obbligatorie durante i primi due anni di liceo ci sono anche la chimica, la fisica e la biologia; la storia e la geografia (nella prima lingua straniera). Gli studenti devono inoltre scegliere fra alcune materie opzionali quali latino, greco antico, economia, terza lingua straniera, arte, musica o informatica per caratterizzare il loro percorso di studi.
All'inizio degli ultimi due anni di liceo, gli studenti possono rivedere la loro scelta delle materie e stabilire un piano di studi che possa tenere conto, pur nel limite dei corsi che la scuola riesce ad organizzare in base al numero degli alunni interessati, dei requisiti richiesti per l'accesso ad alcune facoltà universitarie.
Alla fine degli anni di insegnamento, agli studenti viene conferito il diploma di licenza liceale europea, che è valido per entrare in tutte le università dell'Unione europea al pari dei diplomati nazionali. Il baccalaureato europeo è anche riconosciuto in numerose università di Stati non appartenenti all'Unione.